# (11257) Rodionta
(11257) Rodionta (1978 TP2) – planetoida z pasa głównego asteroid okrążająca Słońce w ciągu 3,52 lat w średniej odległości 2,31 j.a. Odkryta 3 października 1978 roku.